# Cyclothone
Genre
Cyclothone est un genre de poissons de l'infra-classe des téléostéens (Teleostei).
Ce genre de poissons est plus abondant que tout autre genre de vertébrés sur Terre, les scientifiques estimant leur nombre à jusqu'à un million de milliards d'individus,.

## Liste d'espèces
Selon ITIS :
- Cyclothone acclinidens Garman, 1899
- Cyclothone alba Brauer, 1906
- Cyclothone atraria Gilbert, 1905
- Cyclothone braueri Jespersen & Tåning, 1926
- Cyclothone kobayashii Miya, 1994
- Cyclothone livida Brauer, 1902
- Cyclothone microdon (Günther, 1878)
- Cyclothone obscura Brauer, 1902
- Cyclothone pallida Brauer, 1902
- Cyclothone parapallida Badcock, 1982
- Cyclothone pseudoacclinidens Quéro, 1974
- Cyclothone pseudopallida Mukhacheva, 1964
- Cyclothone pygmaea Jespersen & Tåning, 1926
- Cyclothone signata Garman, 1899

Selon FishBase :
- Cyclothone acclinidens Garman, 1899
- Cyclothone alba Brauer, 1906
- Cyclothone atraria Gilbert, 1905
- Cyclothone braueri Jespersen et Tåning, 1926
- Cyclothone kobayashii Miya, 1994
- Cyclothone livida Brauer, 1902
- Cyclothone microdon (Günther, 1878)
- Cyclothone obscura Brauer, 1902
- Cyclothone pacifica Mukhacheva, 1964
- Cyclothone pallida Brauer, 1902
- Cyclothone parapallida Badcock, 1982
- Cyclothone pseudopallida Mukhacheva, 1964
- Cyclothone pygmaea Jespersen et Tåning, 1926
- Cyclothone signata Garman, 1899